# Lars Gunnar Ohlsson
Lars Gunnar Ohlsson, född den 16 maj 1905 i Löderups församling, Kristianstads län, död den 13 juli 1982 i Helsingborg, var en svensk jurist.
Ohlsson avlade juris kandidatexamen vid Lunds universitet 1928. Han blev assessor i hovrätten över Skåne och Blekinge 1937, tillförordnad revisionssekreterare 1942, hovrättsråd i hovrätten för Övre Norrland 1943, ordinarie revisionssekreterare 1944, byråchef för lagärenden i justitiedepartementet 1944, och chef för rättsavdelningen inom socialdepartementet 1946 (tillförordnad 1945). Ohlsson var borgmästare i Helsingborgs stad 1949–1970. Han var förlikningsman i tredje distriktet 1950–1979, ordförande i direktionen för Sankta Maria sjukhus 1949–1966, för rättshjälpsanstalten i Helsingborg 1949–1968, för Sparbanken i Helsingborg 1952–1975, för Skånska sparbanksföreningen 1960–1975, vice ordförande i länsarbetsnämnden i Malmöhus län 1955–1976, för Svenska sparbanksföreningen 1966–1971, styrelseordförande i Tretorn 1970–1976 och i Hevea från 1970. Ohlsson blev riddare av Nordstjärneorden 1946, kommendör av andra klassen av samma orden 1949 och kommendör av första klassen 1961.